# Det kommunistiske parti i Vietnam
Det Kommunistiske parti i Vietnam (vietnamesisk: Đảng Cộng sản Việt Nam) er det grundlæggende og styrende politiske parti i den  Socialistiske Republik Vietnam. Selvom det nominelt eksisterer sammen med Vietnamesiske Hjemlands Front, opretholder det enhedsregeringen og har centraliseret kontrol over staten, militæret og medierne. Det kommunistiske partis overherredømme er garanteret i artikel 4 i Vietnams grundlov. Den nuværende generalsekretær er Tô Lâm, som både er generalsekretær for Det kommunistiske parti, generalsekretær for Centralkomiteen og sekretær for den Centrale Militærkommission i Vietnam.

## Historie
Det Kommunistiske parti i Vietnam stammer fra det Vietnamesiske Revolutionære Ungdomsforbund (Hội Việt Nam Cách mạng Thanh niên), som blev stiftet af Hồ Chí Minh i 1925. Forbundets mål var at bekæmpe den franske koloniale besættelse af Vietnam og at forberede Vietnams befolkning til kampen.
Under en genforenings konference i Kowloon, Hongkong dannede Hồ Chí Minh Det Kommunistiske parti i Vietnam sammen med Det Kommunistiske parti i Indokina og Det Kommunistiske parti i Annam, samt individuelle medlemmer fra Det Kommunistiske forbund i Indokina. Konferencen varede fra 3–7. februar 1930.
I 1976 blev partiets medlemskab fordoblet fra 760.000 i 1966 til 1.553.500 i 1976, svarende til 3,1 procent af den samlede befolkning i landet, og var tæt på to millioner i 1986.

## Organisation
Det øverste ledende organ i partiet er politbureauet, som er ledt af generalsekretæren. Politbureauerne er valgt af den centrale komité, som udvælges af den nationale kongres. 
I 1976, som følge af genforeningen af Nord-og Sydvietnam, blev Central Udvalget udvidet fra 77 til 133 medlemmer og politbureauet voksede fra 11 til 17 medlemmer, mens sekretariatet steg fra syv til ni medlemmer. Formanden for den centrale komité fra 1951 – 1969 var nomineret af Hồ Chí Minh. Denne stilling er anset som at være den øverste stilling i partiet.
Da partiet er marxistisk-leninistisk parti, kører det på demokratiske centralistiske linjer. 

## Ideologisk position
Det Kommunistiske Parti i Vietnam har hævdet marxismen-leninisme og Ho Chi Minhs tanker for at være det ideologiske grundlag af deres parti. 
Selvom det formelt er et kommunistisk parti, har partiet stadigt bevæget sig i retning af markedet reformer i økonomien (se også Đổi mới, den fornyelse, der blev iværksat i 1986) og har tilladt en voksende privat sektor. Den offentlige sektor er dog stadig meget stor i Vietnam.[kilde mangler] Landet har igangsat mange sociale reformer  i mål af at opnå et mere demokratisk socialistisk samfund.